# Recopa de Europa de fútbol sala
La Recopa de Europa de fútbol sala fue una competición anual de equipos de fútbol sala europeos. Fue fundada en la temporada 2002-03 aunque no es oficialmente reconocida por la UEFA, y se jugó por última vez en la temporada 2007-08.
En 1990 existió una Recopa oficiosa patrocinada por Mundo Deportivo que no tuvo continuidad y que fue ganada por la sección de fútbol sala del FC Barcelona en un partido ante el AS Roma Futsal.
La disputaban los distintos campeones de Copa Nacional de los países adscritos a la competición, entre los que destacan las principales federaciones: España, Italia, Portugal, Rusia, Kazajistán, Bélgica, República Checa, Grecia.
La fase final la disputaban el vencedor de la edición anterior, el equipo anfitrión del torneo y 4 equipos clasificados de una ronda previa.

## Finales
| RECOPA DE EUROPA DE FÚTBOL SALA |                                                  |                                                  |                                                  |                                                  |                                                  |                                                  |
| Temp.                           | Campeón                                          | Subcampeón                                       | Resultado                                        | Tercer puesto                                    | Cuarto puesto                                    |                                                  |
| 2011-12                         | Gazprom-Ugra Yugorsk                             | MAPID Minsk                                      | 6-3                                              | Tulpar Karagandy                                 | KMF Marbo Beograd                                |                                                  |
| 2010-11                         | En esta temporada no se disputó esta competición | En esta temporada no se disputó esta competición | En esta temporada no se disputó esta competición | En esta temporada no se disputó esta competición | En esta temporada no se disputó esta competición | En esta temporada no se disputó esta competición |
| 2009-10                         | En esta temporada no se disputó esta competición | En esta temporada no se disputó esta competición | En esta temporada no se disputó esta competición | En esta temporada no se disputó esta competición | En esta temporada no se disputó esta competición | En esta temporada no se disputó esta competición |
| 2008-09                         | En esta temporada no se disputó esta competición | En esta temporada no se disputó esta competición | En esta temporada no se disputó esta competición | En esta temporada no se disputó esta competición | En esta temporada no se disputó esta competición | En esta temporada no se disputó esta competición |
| 2007-08                         | Interviú Fadesa                                  | Lobelle de Santiago                              | 6-4                                              | Icobit Montesilvano                              | Aktobe BTA                                       |                                                  |
| 2006-07                         | Lobelle de Santiago                              | SL Benfica                                       | 5-3                                              | Alter Ego Luparense                              | Spartak Shelkovo                                 |                                                  |
| 2005-06                         | Azkar Lugo                                       | Boavista FC                                      | 4-0                                              | AS Nepi                                          | Brodosplit Inzinjering                           |                                                  |
| 2004-05                         | En esta temporada no se disputó esta competición | En esta temporada no se disputó esta competición | En esta temporada no se disputó esta competición | En esta temporada no se disputó esta competición | En esta temporada no se disputó esta competición | En esta temporada no se disputó esta competición |
| 2003-04                         | ElPozo Murcia                                    | AR Freixeiro                                     | 7-3                                              | Kickers Charleroi                                | KMF Marbo                                        |                                                  |
| 2002-03                         | Finpromko Ekaterimburg                           | AS Augusta                                       | 3-2                                              | GD Fundaçao Jorge Antunes                        | MNK Square Dubrovnik                             |                                                  |

## Palmarés

### Por Clubes
| Títulos | Clubes vencedores                                                                                |
| ------- | ------------------------------------------------------------------------------------------------ |
| 1       | Alfa Ekaterinburg ElPozo Murcia Azkar Lugo Lobelle Santiago Interviú Fadesa Gazprom-Ugra Yugorsk |

### Por Países
| Títulos | País   | Clubes vencedores                                                             |
| ------- | ------ | ----------------------------------------------------------------------------- |
| 4       | España | ElPozo Murcia (1), Azkar Lugo (1), Lobelle Santiago (1) e Interviú Fadesa (1) |
| 2       | Rusia  | Alfa Ekaterinburg (1), Gazprom-Ugra Yugorsk (1)                               |